# Архитекторы страха
«Архитекторы страха» (англ. The Outer Limits: The Architects of Fear) — телефильм, 3 серия 1 сезона телесериала «За гранью возможного» 1963—1965 годов. Режиссёр: Байрон Хаскин. В ролях — Роберт Калп, Леонард Стоун, Мартин Волфсон, Джеральдин Брукс, Билли Грин Буш.

## Вступление
Настал тот самый день? Настает конец света? Нет времени, чтобы задавать вопросы. Нет времени, чтобы спросить, почему это случилось, почему это наконец случилось. Есть время только для страха, для пронзительной болезненной паники. Мы молимся? Или мы просто бежим и будем молиться позже? Будет ли это «позже»? Или на самом деле настал тот день?

## Сюжет
Настал 2088 год. Мир подошёл к такому состоянию, что холодная война готова перейти в настоящую и ядерный Холокост кажется неизбежным. В надеждах на предотвращение всемирного ядерного Апокалипсиса группа учёных решила сымитировать вторжение на Землю внеземной цивилизации, чтобы объединить все человечество против общего инопланетного врага. Учёным удалось связаться с населённым миром по имени Ведлэн (третьим спутником Арктура-XIV). Они взяли на Землю юного ведлэнианца — подобное морской звезде существо с покрытой нарывами кожей, невероятным проворством и хитрым умом. Учёные использовали генетический материал ведлэнианца и ввели его человеку, доктору Аллену Лейтону. Осложнения возникли, когда Лейтон начал перерождаться настолько, что это стало неподвластным известным физическим законам, а позже изменения начали затрагивать и его разум. Ситуация осложнилась и тем, что у Лейтона была беременная жена. От которой, естественно, скрыли правду о том, куда на самом деле исчез её супруг.
В итоге эксперимент заканчивается провалом — начинается имитация инопланетного вторжения: в лесу приземляется летательный аппарат. Лейтона, превратившегося в невиданного монстра, подстреливают охотники. Раненый Лейтон-мутант возвращается в лабораторию и умирает на руках узнавшей его, несмотря ни на какие трансформации, жены.

Монстр, в которого превратился Лейтон

## Заключительная фраза
Пугала, колдовство и другие фатальные ужасы не сближают людей. Не существует волшебной замены для мягкой заботы и тяжелой работы, для чувства собственного достоинства и взаимной любви. Если мы можем понять это из промаха, сделанного напуганными людьми, то их ошибка не будет лишь абсурдом, она, по крайней мере, послужит нам уроком. Уроком, который мы должны, наконец, усвоить.